# Klimaatconferentie van Marrakesh 2016
De Klimaatconferentie van Marrakesh 2016 is een conferentie van de Verenigde Naties over klimaatverandering, gehouden in Marrakesh (Marokko), van 7 tot 18 november 2016. Het was 22ste Conference of the Parties (COP22) in het kader van de United Nations Framework Convention on Climate Change (UNFCCC), en tevens de twaalfde sessie van de partners in het Kyoto-protocol (CMP 12), en de eerste sessie van de partners in uitvoering van het Akkoord van Parijs (CMA 1). Er werden ongeveer 15.000 afgevaardigden uit 196 landen verwacht.

## Organisatie
De conferentie stond onder het voorzitterschap van Salaheddine Mezouar, de Marokkaanse minister van Buitenlandse Zaken en Coöperatie, en werd verder geleid door de Mexicaanse diplomate Patricia Espinosa, benoemd tot secretaris-generaal van de UNFCCC.

## Doelstellingen
De  Klimaatconferentie van Marrakesh 2016 werd algemeen beschouwd als de eerste praktijktest voor het in november 2015 gesloten Akkoord van Parijs, vooral na de snelle ratificatie van dit Akkoord, waardoor het in werking trad nog voor de bijeenkomst in Marrakesh.

## Resultaten
Een van de belangrijkste resultaten van de conferentie is de Marrakech Action Proclamation, een oproep om een sterke politieke wil te tonen op het stuk van klimaatverandering. De proclamatie stuurt een sterk signaal van wereldwijde eenheid en toezegging om de doelstellingen van Parijs in de praktijk om te zetten, en de transitie voor te bereiden naar een wereldwijde koolstofarme economie.
De onderhandelende partijen maakten ook concrete afspraken over de toepassing van het Akkoord van Parijs, meer bepaald inzake transparantie en de 5-jaarlijkse ambities. Er werd ook een plan opgesteld om de richtlijnen (“Paris rule book”) klaar te hebben tegen 2018.